# Escuela dogmática (derecho)

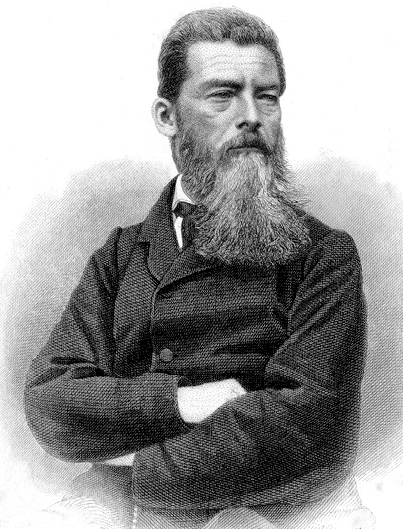
Ludwig Feuerbach diseñó la dogmática jurídica.

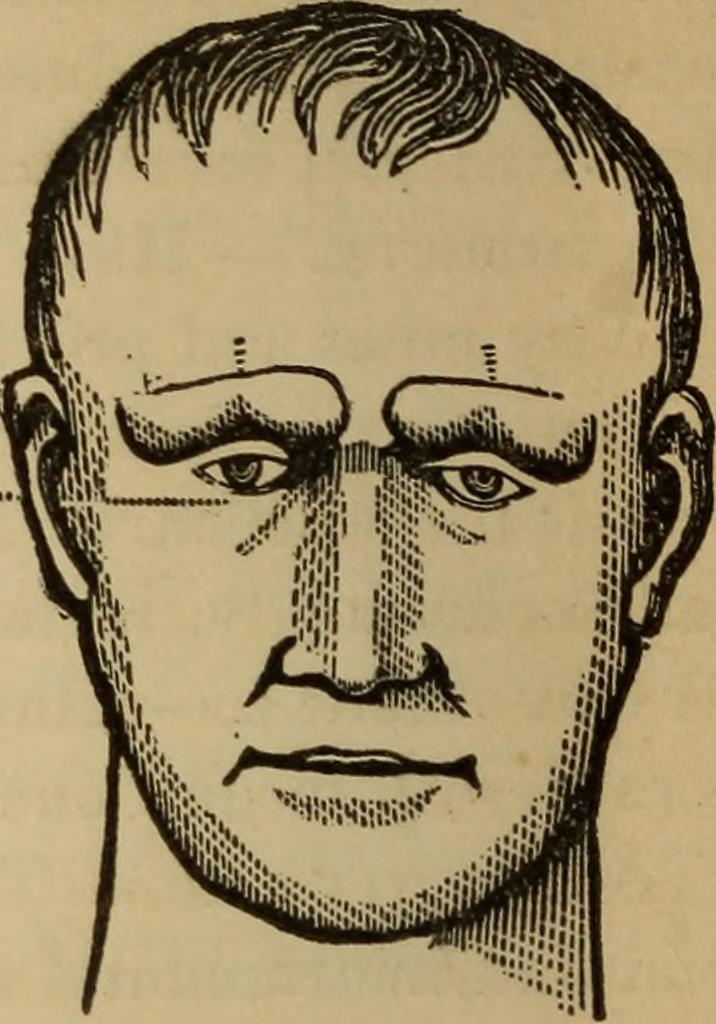
Las Escuelas Italianas habían llegado a desarrollar pseudociencias para explicar la criminalidad. En la imagen la fisiognomía de un delincuente según Cesare Lombroso.

La Escuela dogmática es una escuela jurídica de Derecho penal surgida en Alemania a fines del siglo XIX. Esta corriente desarrolló la dogmática jurídica.
La Escuela tuvo entre sus expositores a Ludwig Feuerbach, Ernst von Beling, Rudolf Binding, Richard Honig, Karl Larenz, Hans Welzel, Claus Roxin y Günther Jakobs. Su máxima contribución fue elaborar la Teoría del delito y para explicar cada uno de los elementos del delito, sus cuatro formulaciones teóricas (métodos): el Positivismo jurídico, el Normativismo penal, el Finalismo y el Funcionalismo.
Durante el siglo XX Larenz, Honig y Roxin desarrollaron la Teoría de la imputación y Jakobs en 1985 su Derecho penal del enemigo, que profundizaron aún más la Tipicidad.

## Historia
La Escuela dogmática surge como contraposición y respuesta alemana a la Escuela Clásica del Derecho Penal: cuyo máximo expositor fue Cesare Beccaria, a la Escuela Toscana del Derecho Penal: su máximo expositor fue Francesco Carrara, y a la Tercera Escuela del Derecho Penal con su expositor Bernardino Alimena; todas surgidas en Italia.

## La Teoría del delito
La Escuela define al Delito como toda acción típica, antijurídica y culpable. A cada elemento se lo caracterizó con distintas variantes según cada una de las cuatro concepciones teóricas, por ejemplo; para el sistema causalista (Positivismo jurídico y Normativismo penal) el dolo y la imprudencia se encontraban en la culpabilidad, mientras que para el Finalismo se encuentra en la acción.

## Las cuatro formulaciones teóricas

### Positivismo jurídico
Es el estudio científico del derecho por consiguiente esa es la misión del jurista. El fin de la ciencia del derecho es considerar el derecho tal como es y no como debería ser. 
Sobre esta base se encuentra la aceptación de una clara distinción entre validez y valor del derecho, entre las reglas que pueden ser válidas aún sin ser justas y aquellas que pueden ser justas sin ser válidas; sólo las primeras son objeto del estudio científico del derecho.
Para esta corriente, los juicios morales son relativos y subjetivos. No existe ningún procedimiento objetivo para demostrar la validez de ciertos juicios morales y la invalidez de otros. La idea de que existe un derecho natural inmutable y universal y asequible a la razón humana es una vana, aunque noble ilusión. La justicia del establecimiento y funcionamiento de la norma queda como objeto acientífico fuera del ámbito de la ciencia jurídica.

JG. 18/08/21

### Normativismo penal
El normativismo es una teoría del Derecho desarrollada por Hans Kelsen, que pretende "desnudarse" de cualquier pensamiento ideológico, y que establece un sistema jurídico basado en la Jerarquía de normas. El Estado es contemplado en esta teoría como un orden idéntico al "Derecho".

### Finalismo
Fue fundada por Hans Welzel.

## Recepción internacional
La Teoría del delito constituye la actual Ciencia del derecho Penal del Derecho continental, aún en la actualidad se encuentra en permanente desarrollo.

### Argentina
En este país sudamericano donde el Derecho alemán siempre tuvo una fuerte influencia, sus penalistas más destacados se inclinaron por el Positivismo jurídico: Sebastián Soler, Carlos Fontán Balestra, Roberto Terán Lomas, Carlos Creus y Justo Laje Anaya, hasta los años 1960. Por el Normativismo penal fue Jorge Frías Caballero y desde los años 1970 en el país la dogmática se inclina para el Finalismo, con Enrique Bacigalupo y Eugenio Raúl Zaffaroni como máximos expositores.

### España
El jurista Luis Jiménez de Asúa se inclinó por el Normativismo penal.